# 尼亞加拉 (紐約州)
尼亞加拉（英語：Niagara）是一個位於美國紐約州尼亞加拉縣的鎮。

## 人口
根據2020年美國人口普查的數據，尼亞加拉的面積為24.56平方千米，皆為陸地。當地共有人口7903人，而人口密度為每平方千米322人。